# F9 (film)
F9, ook bekend als Fast & Furious 9, is een Amerikaanse actiefilm uit 2021. Het is de negende film van de reeks The Fast and the Furious. De film is geregisseerd door Justin Lin naar een scenario van Daniel Casey en Lin. De hoofdrollen worden vertolkt door Vin Diesel, Michelle Rodriguez, Tyrese Gibson, Chris "Ludacris" Bridges, John Cena, Jordana Brewster, Nathalie Emmanuel, Sung Kang, Michael Rooker, Helen Mirren, Kurt Russell en Charlize Theron.

## Verhaal
Na alles wat gebeurd is in The Fate of the Furious, nemen Dominic Toretto en zijn familie het op tegen Dominic's jongere broer Jakob, een moordenaar, die samenwerkt met de oude vijand Cipher, die nog een persoonlijke vendetta heeft met Dominic.

## Rolverdeling
- Vin Diesel als Dominic "Dom" Toretto, een voormalige criminele en professionele straatracer die met pensioen is gegaan en zich heeft gevestigd met zijn vrouw, Letty, en zoon, Brian Marcos. 
  - Vinnie Bennett portretteert de jonge Dominic.
- Michelle Rodríguez als Leticia "Letty" Ortiz, de vrouw van Dom, en een voormalige criminele en professionele straatracer.
  - Azia Dinea Hale portretteert de jonge Letty
- Tyrese Gibson als Roman Pearce, een voormalige regelmatige overtreder en lid van het team van de Dom.
- Chris Bridges als Tej Parker, een monteur uit Miami en lid van het team van de Dom.
- John Cena als Jakob Toretto, de broer van Dom en Mia die werkt als een meesterdief, huurmoordenaar en goed presterende coureur. 
  - Finn Cole portretteert de jonge Jakob
- Nathalie Emmanuel als Megan Ramsey, een Britse computerhacktivist en lid van het team van de Dom.
- Jordana Brewster als Mia Toretto, de zus van Dom en Jakob en een voormalig lid van zijn team. Ze heeft zich gevestigd samen met haar partner Brian.
- Sung Kang als Han Lue, een voormalig lid van het Dom-team dat vermoedelijk is vermoord.
- Michael Rooker als Buddy
- Helen Mirren als Magdalene Shaw, moeder van Dom's voormalige vijanden Owen en Deckard.
- Kurt Russell als Mr. Nobody, een inlichtingenoperator en leider van een geheim ops-team.
- Charlize Theron als Cipher, een criminele hersenkraker en cyberterrorist die zich bij Jakob voegt.

Bovendien, Anna Sawai portretteert Elle, Thue Ersted Rasmussen portretteert Otto, Cardi B portretteert Leysa, een vrouw die een verhaal deelt met Dom, J.D. Pardo portretteert Jack Toretto, Jim Parrack portretteert Kenny Linder en Martyn Ford speelt Sue.
Lucas Black vertolkt de rol van Sean Boswell uit eerdere films, terwijl Bow Wow en Jason Tobin ook de rollen van Twinkie en Earl Hu uit respectievelijk The Fast and the Furious: Tokyo Drift (2006) opnieuw vertolken. Don Omar en Shea Whigham hernemen ook hun rol als Santos en Agent Stasiak uit eerdere films. Cered en Ozuna spelen de jonge Leo en Santos. Gal Gadot herhaalt kort haar rol als Gisele Yashar, via niet nader genoemde archiefbeelden van Fast & Furious 6, en Jason Statham maakt een uncredited cameo met de credits als Deckard Shaw.

## Muziek
In de aanloop naar de officiële soundtrack die meestal gelijktijdig met de film wordt uitgebracht, werd op 31 juli 2020 een mixtape uitgebracht met de titel Road to F9, met muziek die is geïnspireerd op de film. De mixtape werd voorafgegaan door de eerste single "One Shot" van YoungBoy Never Broke Again en Lil Baby.

## Release en ontvangst
F9 zou oorspronkelijk in de bioscoop worden uitgebracht op 22 mei 2020 door Universal Pictures, maar op 12 maart 2020 werd bekendgemaakt dat de film 11 maanden werd uitgesteld tot 2 april 2021 vanwege de COVID-19-pandemie. Op 2 oktober 2020 werd aangekondigd dat de releasedatum wordt verplaatst naar 28 mei 2021. In maart 2021 werd de nieuwe Amerikaanse releasedatum bekend gemaakt voor 25 juni 2021. 
De film kreeg gemengde kritieken van de Amerikaanse filmpers. Op Rotten Tomatoes heeft F9 een waarde van 59% en een gemiddelde score van 5.7/10, gebaseerd op 281 recensies. Op Metacritic heeft de film een gemiddelde score van 58/100, gebaseerd op 53 recensies.